# Démolisseur (comics)
Dirk Garthwaite, alias le Démolisseur (« The Wrecker » en version originale), est un super-vilain évoluant dans l'univers Marvel de la maison d'édition Marvel Comics. Créé par le scénariste Stan Lee et le dessinateur Jack Kirby, le personnage de fiction apparaît pour la première fois dans le comic book Thor #148 en janvier 1968.
Il fait partie du groupe des Démolisseurs dont il est le leader.

## Biographie du personnage
Dirk Garthwaite est un ancien ouvrier spécialisé dans la démolition d'immeubles, renvoyé pour violences. Devenu criminel, il se lance dans l'attaque de banques sous le nom du Démolisseur, laissant un pied-de-biche sur chaque lieu vandalisé.
Un jour, il pille une chambre d'hôtel occupée par Loki, le dieu Asgardien, alors que ce dernier, affaibli par Odin, lance un sort pour accroître sa force. Karnilla (en), la Reine des Nornes, qui participe au rituel, lance son sort sur Garthwaite, qu'elle prend pour Loki. Le criminel hérite alors de sa force divine et d'un pied-de-biche indestructible.
Il réussit à vaincre un Thor affaibli, mais est finalement stoppé par le Destructeur, une armure mystique occupée alors par la force vitale de Sif. Lors de son deuxième combat contre Thor, qui cette fois-ci est en pleine possessions de ces pouvoirs, il est battu.
En cellule, il s'associe avec trois autres criminels pour former les Démolisseurs, avec qui il partage son pouvoir, grâce à son pied-de-biche frappé d'un éclair. Ils s'échappent de prison et tentent de retrouver une bombe gamma, mais sont vaincus par les Défenseurs et Luke Cage.
Au cours de sa carrière, le Démolisseur a maille à partir avec les Vengeurs. Il a été membre des Maîtres du mal.
Après le crossover Civil War, lui et son équipe trouvent refuge au Canada, pour être finalement battus par la nouvelle Division Oméga.
Par la suite, il devient membre de l'alliance criminelle organisée par The Hood.

## Pouvoirs et capacités
Dirk Garthwaite, victime d'un sort asgardien, possède désormais une force, une endurance et une résistance surhumaines. 
- On ignore le degré de force du Démolisseur, mais il a réussi à vaincre Thor quand celui-ci était affaibli par Odin. Il est donc plus fort qu'un simple Asgardien, et pourrait soulever environ 40 tonnes quand il possède tout son pouvoir.
- Son corps résiste à l'impact de balles et peut encaisser des chocs importants. Il résiste aussi au feu, au froid, à l'acide et est immunisé contre certaines drogues et toxines.
- Il a transféré une partie de ses pouvoirs à son trio d'acolytes, mais aurait conservé son pouvoir originel.
- C'est un très bon combattant, violent et très dangereux au corps à corps.
- Son pied-de-biche enchanté est la clef de sa puissance. S'il ne le tient pas, il perd très vite de sa force. L'arme possède également des pouvoirs mineurs, mais Garthwaite les utilise très rarement.

## Apparitions dans d'autres médias
Il apparait dans la mini-série She-Hulk : Avocate (2022) interprété par	Nick Gomez.